# گادولینیم اکسید
گادولینیم اکسید (به انگلیسی: Gadolinium oxide) با فرمول شیمیایی Gd۲O۳ یک ترکیب شیمیایی با شناسه پاب‌کم ۱۵۹۴۲۷ است. که جرم مولی آن ۳۶۲٫۵۰ g/mol می‌باشد. شکل ظاهری این ترکیب، پودر سفید بی‌بو است.